# Joga a chave
Joga a chave (Butta la chiave) è una canzone composta da Adoniran Barbosa ed Osvaldo Moles nel 1952, che fa parte del cosiddetto samba paulista.

## La storia

### Origine
La canzone racconta di un uomo che ha l'abitudine di bere e torna sempre a casa a tarda notte. Sua moglie lo chiude sempre fuori, e lui chiede alla sua dolce metà di lanciargli la chiave, perché fuori è tutto buio e pericoloso, cosicché non continuerà a disturbarla nel sonno.

### Altre interpretazioni
- 1990 — Demônios da Garoa
- 2012 — Dona Zaíra

## La canzone

### Testo e traduzione
(Joga a chave, testo di Adoniran Barbosa)